# 施特鲁库姆
施特鲁库姆（德語：Struckum）是德国石勒苏益格－荷尔斯泰因州的一个市镇。总面积8.92平方公里，总人口971人，其中男性478人，女性493人（2011年12月31日），人口密度109人/平方公里。